# Ceroys lituus
Ceroys lituus är en insektsart som beskrevs av Rehn, J.A.G. 1904. Ceroys lituus ingår i släktet Ceroys och familjen Heteronemiidae. Inga underarter finns listade i Catalogue of Life.